# Rare Bird
Rare Bird – zespół z gatunku rocka progresywnego, który powstał w latach 60. XX wieku. Został założony w Wielkiej Brytanii, ale miał więcej sukcesów w innych krajach europejskich. Jedynym większym przebojem zespołu był utwór Sympathy.
Początkowy skład zespołu przedstawiał się jak niżej; pierwsi dwaj członkowie pozostawali w RB od początku do końca.
- Steve Gould (wokal, saksofon, gitara basowa)
- Dave Kaffinetti (instr. klawiszowe)
- Graham Field (organy)
- Mark Ashton (perkusja)

Zespół rozpadł się w połowie lat 70. W Polsce ukazała się kompilacja jego nagrań, zatytułowana nazwą zespołu.

## Dyskografia
- Rare Bird (UK:Charisma, US:Command/Probe 1969),
- As Your Mind Flies By (UK:Charisma, US:ABC 1970),
- Epic Forest (Polydor 1972),
- Somebody's Watching (Polydor 1973),
- Born Again (Polydor 1974).

Kompilacje:
- Rare Bird (Polydor 1975),
- Sympathy (Blue Plate 1976),
- Polydor Special (Polydor 1977),
- Third Time Around: An Introduction to Rare Bird (Universal 2003).